# Blepharita remota
Blepharita remota là một loài bướm đêm trong họ Noctuidae.